# ブレイディン・ヘーゲンズ
ブレイディン・カール・ヘーゲンズ（Bradin Carl Hagens、1989年5月12日 - ）は、アメリカ合衆国カリフォルニア州モデスト出身のプロ野球選手（投手）。右投右打。現在は、CPBLの台鋼ホークス所属。
CPBLでの登録名は、楽天時代は「豪勁」、台鋼時代は「後勁」。

## 経歴

### プロ入り前
2008年のMLBドラフトでカンザスシティ・ロイヤルズから37巡目（全体1105位）で指名されたが、この時は入団しなかった。

### プロ入りとダイヤモンドバックス時代
2009年のMLBドラフトでアリゾナ・ダイヤモンドバックスから6巡目（全体186位）で指名され、プロ入り。契約後はルーキー級ミズーラ・オスプレイで15試合に登板し、1勝1敗4セーブ、232⁄3回を投げ防御率3.42だった。
2010年はA級サウスベンド・シルバーホークスで39試合に登板し、3勝6敗4セーブ、601⁄3回を投げ防御率6.56だった。
2011年は前年に引き続きA級サウスベンドに所属。この年は先発を務め、24試合に登板し8勝7敗、1242⁄3回を投げ防御率4.11だった。
2012年はA+級バイセイリア・ローハイドとAA級モービル・ベイベアーズでプレー。A+級では35試合に登板し3勝4敗、95回を投げ防御率3.88、AA級では2試合に先発し0勝0敗、111⁄3回を投げ防御率3.97だった。
2013年はAA級モービルで26試合に先発し11勝8敗、148回を投げ防御率3.47だった。
2014年はAA級モービルで24試合に登板して8勝6敗、1102⁄3回を投げ防御率4.15、AAA級リノ・エーシズでは4試合に先発して1勝1敗、242⁄3回を投げ防御率2.55という成績を残し、8月14日にメジャー契約を結んだ。同日のマイアミ・マーリンズ戦でメジャーデビュー。8月18日にAAA級リノに降格した。この年はメジャー2試合に登板し0勝1敗、2.2回を投げ防御率3.38という成績だった。
2015年4月4日に自由契約となった。

### レイズ傘下時代
2015年4月5日にタンパベイ・レイズとマイナー契約を結んだ。この年はメジャーでの登板はなかったが、AA級モンゴメリー・ビスケッツでは16試合に登板して4勝5敗、63回を投げ防御率3.86、AAA級ダーラム・ブルズでは14試合に登板して5勝5敗、702⁄3回を投げ防御率2.67という成績を挙げた。

### 広島時代
2015年12月14日、広島東洋カープとの契約が合意に達したことが球団から発表された。推定年俸47万5,000ドル（約5,700万円）に出来高の条件を加えた1年契約で、背番号は66。
2016年4月23日に入団後初の出場選手登録を果たすと、公式戦の開幕から一軍に定着していたジェイ・ジャクソンと共に、セットアッパーとして活躍。救援投手としては45試合の登板で、5勝2敗19ホールド、防御率2.38という成績を残した。また、一軍の先発陣に故障者が相次いだ8月中旬からは、経験のある先発へ転向。転向後6試合の登板成績は2勝3敗で、チーム事情から9月17日に登録を抹消されたが、中継ぎ・先発の双方でチームの25年振りセントラル・リーグ優勝に貢献した。11月18日、翌シーズンの選手契約に合意したことが球団から発表された。
2017年は、4月に3試合登板したものの防御率12.00と極度の不振のため登録抹消され、7月に一軍に復帰したが、最終的に11試合登板、防御率6.60という結果に終わり、12月2日に自由契約となった。

### 広島退団後
2018年2月23日に古巣であるアリゾナ・ダイヤモンドバックスとマイナー契約を結んだ。オフの11月3日にFAとなった。
2019年4月1日に北米独立リーグであるアメリカン・アソシエーションのファーゴ・ムーアヘッド・レッドホークスと契約した。5月20日にダイヤモンドバックスに復帰し、AAA級リノに配属された。オフの11月4日にFAとなった。
2020年は前年も所属したファーゴ・ムーアヘッド・レッドホークスに所属。

### 台湾・楽天時代
2020年12月30日にCPBLの楽天モンキーズと契約した。
2021年3月25日の統一ライオンズ戦でCPBL初登板・初先発登板を果たし、6回3安打無失点と好投するも勝敗はつかず。4月1日の統一ライオンズ戦では6回を2失点（自責点0）にまとめ来台初勝利を記録した。4月下旬にリリーフに転向後は、台湾プロ野球記録（当時）となる25試合連続無失点を達成するなどブルペン陣の柱として活躍。最終的に53試合に登板し、6勝4敗9セーブ10ホールド、防御率2.79の成績を残し、ゴールデングラブ賞を獲得した。
2022年は開幕から抑えとして固定。59試合に登板して5勝2敗36セーブ4ホールド、防御率1.44の好成績を残し、最優秀救援投手（救援王）のタイトルを獲得した。
2023年は前年とは一転し打たれる場面が増え、8月末から約1ヶ月の間二軍降格も経験。最終的に50試合に登板して6勝3敗13セーブ5ホールド、防御率3.26と大幅に成績悪化した。2024年1月11日に契約を更新しないことを球団と本人双方が明らかにした。

### 台鋼時代
2024年3月1日、CPBLの台鋼ホークスと契約した。台鋼では先発に転向して、6月の一軍昇格後13試合（79.1回）に登板。7勝0敗、防御率2.04、54奪三振と好成績を挙げた。

## 選手としての特徴
最速152km/h、平均球速145km/hのフォーシーム、ツーシーム、カットボール、変化球ではチェンジアップ、スライダー、カーブを投げる。投球の大半をスライダーが占める技巧派投手で、チェンジアップ、ツーシームを駆使してゴロの山を築くスタイル。スライダーは平均139km/h、カットボールは平均143km/hとさほど球速差がなく、打者目線では変化するタイミング以外では見分けが付きにくい。

## 詳細情報

### 年度別投手成績
| 年 度     | 球 団       | 登 板 | 先 発 | 完 投 | 完 封 | 無 四 球 | 勝 利 | 敗 戦 | セ 丨 ブ | ホ 丨 ル ド | 勝 率 | 打 者 | 投 球 回 | 被 安 打 | 被 本 塁 打 | 与 四 球 | 敬 遠 | 与 死 球 | 奪 三 振 | 暴 投 | ボ 丨 ク | 失 点 | 自 責 点 | 防 御 率 | W H I P |
| --------- | ----------- | ----- | ----- | ----- | ----- | -------- | ----- | ----- | -------- | ----------- | ----- | ----- | -------- | -------- | ----------- | -------- | ----- | -------- | -------- | ----- | -------- | ----- | -------- | -------- | ------- |
| 2014      | ARI         | 2     | 0     | 0     | 0     | 0        | 0     | 1     | 0        | 0           | .000  | 14    | 2.2      | 4        | 0           | 3        | 1     | 0        | 2        | 0     | 0        | 1     | 1        | 3.38     | 2.63    |
| 2016      | 広島        | 50    | 6     | 0     | 0     | 0        | 7     | 5     | 0        | 19          | .583  | 342   | 83.1     | 71       | 4           | 33       | 0     | 3        | 33       | 4     | 0        | 32    | 27       | 2.92     | 1.25    |
| 2017      | 広島        | 11    | 0     | 0     | 0     | 0        | 0     | 0     | 0        | 0           | ----  | 73    | 15.0     | 24       | 1           | 7        | 0     | 0        | 10       | 2     | 1        | 12    | 11       | 6.60     | 2.07    |
| 2021      | 楽天 (CPBL) | 53    | 4     | 0     | 0     | 0        | 6     | 4     | 9        | 10          | .600  | 336   | 80.2     | 82       | 0           | 22       | 1     | 4        | 43       | 5     | 0        | 28    | 25       | 2.79     | 1.29    |
| 2022      | 楽天 (CPBL) | 59    | 0     | 0     | 0     | 0        | 5     | 2     | 36       | 4           | .714  | 271   | 68.2     | 56       | 2           | 15       | 2     | 2        | 65       | 2     | 0        | 13    | 11       | 1.44     | 1.03    |
| 2023      | 楽天 (CPBL) | 50    | 0     | 0     | 0     | 0        | 6     | 3     | 13       | 5           | .666  | 261   | 58.0     | 70       | 3           | 23       | 2     | 2        | 42       | 3     | 0        | 28    | 21       | 3.26     | 1.60    |
| 2024      | 台鋼        | 13    | 13    | 0     | 0     | 0        | 7     | 0     | 0        | 0           | 1.000 | 325   | 79.1     | 66       | 1           | 26       | 2     | 5        | 54       | 10    | 0        | 22    | 18       | 2.04     | 1.16    |
| MLB：1年  | MLB：1年    | 2     | 0     | 0     | 0     | 0        | 0     | 1     | 0        | 0           | .000  | 14    | 2.2      | 4        | 0           | 3        | 1     | 0        | 2        | 0     | 0        | 1     | 1        | 3.38     | 2.63    |
| NPB：2年  | NPB：2年    | 61    | 6     | 0     | 0     | 0        | 7     | 5     | 0        | 19          | .583  | 415   | 98.1     | 95       | 5           | 40       | 0     | 3        | 43       | 6     | 1        | 44    | 38       | 3.48     | 1.37    |
| CPBL：4年 | CPBL：4年   | 175   | 17    | 0     | 0     | 0        | 24    | 9     | 58       | 19          | .727  | 1193  | 288.2    | 274      | 6           | 86       | 7     | 13       | 204      | 20    | 0        | 91    | 75       | 2.34     | 1.25    |

- 2024年度シーズン終了時
- 各年度の太字はリーグ最高

### 年度別守備成績
| 年 度 | 球 団       | 投手（P） | 投手（P） | 投手（P） | 投手（P） | 投手（P） | 投手（P） |
| 年 度 | 球 団       | 試 合     | 刺 殺     | 補 殺     | 失 策     | 併 殺     | 守 備 率  |
| ----- | ----------- | --------- | --------- | --------- | --------- | --------- | --------- |
| 2014  | ARI         | 2         | 0         | 1         | 0         | 0         | 1.000     |
| 2016  | 広島        | 50        | 15        | 17        | 2         | 1         | .941      |
| 2017  | 広島        | 11        | 2         | 2         | 1         | 0         | .800      |
| 2021  | 楽天 (CPBL) | 53        | 17        | 27        | 1         | 1         | .978      |
| 2022  | 楽天 (CPBL) | 59        | 4         | 14        | 0         | 1         | 1.000     |
| 2023  | 楽天 (CPBL) | 50        | 6         | 8         | 1         | 0         | .933      |
| 2024  | 台鋼        | 13        | 8         | 12        | 1         | 2         | .952      |
| MLB   | MLB         | 2         | 0         | 1         | 0         | 0         | 1.000     |
| NPB   | NPB         | 61        | 17        | 19        | 3         | 1         | .923      |
| CPBL  | CPBL        | 175       | 35        | 61        | 3         | 4         | .970      |

- 2024年度シーズン終了時
- 各年度の太字はリーグ最高

### 表彰
CPBL
- 最優秀救援投手：1回（2022年）

### 記録
NPB投手記録
- 初登板：2016年4月22日、対阪神タイガース4回戦（MAZDA Zoom-Zoom スタジアム広島）、6回表に4番手で救援登板、2回1失点[20]
- 初奪三振：同上、7回表に江越大賀から見逃し三振
- 初ホールド：2016年4月29日、対中日ドラゴンズ6回戦（MAZDA Zoom-Zoom スタジアム広島）、6回表に3番手で救援登板、1回2/3無失点
- 初勝利：2016年5月7日、対横浜DeNAベイスターズ7回戦（MAZDA Zoom-Zoom スタジアム広島）、5回表に2番手で救援登板、1回無失点
- 初先発登板：2016年8月14日、対横浜DeNAベイスターズ20回戦（横浜スタジアム）、5回1失点で勝敗つかず
- 初先発勝利：2016年8月21日、対東京ヤクルトスワローズ20回戦（MAZDA Zoom-Zoom スタジアム）、6回無失点

CPBL投手記録
- 初登板・初先発登板：2021年3月25日、対統一ライオンズ3回戦（桃園国際野球場）、6回無失点で勝敗つかず
- 初奪三振：同上、6回表に林靖凱から空振り三振
- 初勝利：2021年4月1日、対統一ライオンズ4回戦、（桃園国際野球場）、6回2失点（自責点0）

### 背番号
- 60（2014年）
- 66（2016年 - 2017年）
- 61（2021年 - 2023年）
- 40（2024年 - ）